# Бабинцево
Ба́бинцево (рос. Бабинцево) — селище у складі Грачовського району Оренбурзької області, Росія.

## Населення
Населення — 41 особа (2010; 149 у 2002).
Національний склад (станом на 2002 рік):
- турки — 59 %
- росіяни — 38 %